# Den Gamle By i Jerusalem
Den Gamle By i Jerusalem, undertiden også omtalt som Jerusalems gamle bydel, er et 0,9 km2 område i Østjerusalem, som er omgivet af en bymur.
Den Gamle By er i dag opdelt i fire kvarterer; det muslimske kvarter, det kristne kvarter, der armenske kvarter og det jødiske kvarter. Et femte område i Den Gamle By er Tempelbjerget – kendt af muslimer som Haram al-Sharif – der er hjemsted for Klippekuplen, Al-Aqsa-moskeen og var engang hjemstedet for de to jødiske templer. Den Gamle Bys nuværende mure og byporte blev bygget af Det Osmanniske Rige fra 1535 til 1542 under Suleiman den Storslåede. Den Gamle By er hjemsted for adskillige steder af central betydning og hellighed for de tre store abrahamitiske religioner: Tempelbjerget og Grædemuren for jødedommen, Gravkirken for Kristendommen og Klippekuplen og al-Aqsa-moskeen for Islam. Den Gamle By blev sammen med dens mure føjet til UNESCOs Verdensarvliste i 1981.
Til trods for sit navn er Den Gamle By i Jerusalems nuværende udstrækning anderledes end i oldtiden. De fleste arkæologer mener, at Davidsbyen, et arkæologisk område syd for Tempelbjerget, udgjorde Jerusalems oprindelige bosættelsesområde i bronze- og jernalderen. Oldtidens Jerusalem har således til tider spredt sig mod øst og nord og dækket Zion-bjerget og Tempelbjerget. Den Gamle By, som defineret af Suleimans mure, er således forskudt en smule nordpå sammenlignet med tidligere perioder af byens historie. Ligeledes er Den Gamle By mindre end den havde været i løbet af sit højdepunkt i den sene Andet Tempelperiode. Den Gamle Bys nuværende udstrækning er meget detaljeret dokumenteret, især på gamle bykort over Jerusalem gennem de sidste 1.500 år.
Indtil midten af det 19. århundrede var hele byen Jerusalem (med undtagelse af Davids gravkompleks) indesluttet af de gamle bymure. Jerusalem begyndte i det 19. århundrede at udvide sine grænser til områder uden for bymuren, idet byens kommunegrænser blev udvidet til at omfatte arabiske landsbyer som Silwan og nye jødiske kvarterer som Mishkenot Sha'ananim. Den gamle by kom under jordansk kontrol efter den arabisk-israelske krig i 1948. I forbindelse med Seksdageskrigen i 1967 indtog Israel Østjerusalem, og hele byen har været under israelsk kontrol siden. I henhold til Jerusalemloven fra 1980 blev hele Jerusalem (inkl. Østjerusalem, herunder Den Gamle By) erklæret Israels hovedstad. Østjerusalems status er dog omstridt og flere anser derfor territoriet som besat af Israel.

## Befolkning
I 1967 boede der ca. 17.000 muslimer og 6.000 kristne (inklusive armeniere) i Den Gamle By i Jerusalem. Der boede ingen jøder, da disse var blevet fordrevet fra byen i kølvandet på den arabisk-israelske krig i 1948.
I dag bor de fleste mennesker i Den Gamle By fortsat i de muslimske og kristne kvarterer. I 2007 blev den samlede befolkning opgjort til 36.965; der boede 27.500 muslimer (steget til over 30.000 i 2013); 5.681 ikke-armenske kristne, 790 armeniere (faldet til omkring 500 i 2013); og 3.089 jøder (med over 3.000 samt omkring 1.500 yeshiva-elever i 2013).

## Politisk status
Under den arabisk-israelske krig i 1948 blev den gamle bydel i Jerusalem indtaget af Jordan og alle de jødiske indbyggere blev som følge heraf forvist. Den gamle bydelen anses derfor som en del af Østjerusalem, som sammen med Vestbredden var under jordansk kontrol i perioden 1948-1967.
I forbindelse med Seksdageskrigen i 1967 erobrede og indtog Israel den gamle bydel i Jerusalem sammen med den resterende del af Østjerusalem. Der pågik her kampe på selve Tempelbjerget. Israel genforenede efterfølgende hele Østjerusalem med den vestlige del af byen (Vestjerusalem). I dag kontrollerer den israelske regering hele området og betragter hele Jerusalem som Israels hovedstad. Jerusalemloven fra 1980 – som de facto annekterede Østjerusalem – blev imidlertid erklæret ugyldig ved FN's Sikkerhedsråds resolution 478. Østjerusalem (inkl. den gamle bydel i Jerusalem) betragtes i dag således – af det internationale samfund – som en del af de besatte palæstinensiske områder.

## Religiøse steder og betydning
Den Gamle By i Jerusalem rummer nogle af de mest hellige steder inden for de tre store abrahamitiske religioner: jødedommen, islam og kristendommen.
Templebjerget har en central betydning for både jødedommen og islam. Stedet rummer Al-Aqsa-moskeen, som regnes for muslimers tredje største helligdom, mens placeringen af Det Allerhelligste – det helligste sted inden for jødedommen – lå et sted på Tempelbjerget (dets præcise placering på bjerget er i dag omstridt).Grædemuren anses derfor i dag som det helligste sted, som jøder har adgang til. Klippehelligdommen har en central betydning for alle tre religioner: det var her Muhammed ifølge islamisk tradition steg til himmels, mens det i henhold til traditionelle jødiske kilder menes at være stedet, hvorfra skabelsen af verden begyndte samt Abrahams ofring af Isak.
Den Hellige Gravs Kirke – som ligger i det kristne kvarter af Jerusalems gamle bydel – regnes som ét af de mest hellige steder inden for kristendommen. Kirken er bygget på Golgata, som er stedet hvor Jesus ifølge kristne traditioner blev korsfæstet. Kirken indeholder ligeledes den grav, hvori Jesus ifølge legenden blev lagt efter sin død.

## Kvarter
Den Gamle By er i dag opdelt i fire kvarterer: det muslimske kvarter, det kristne kvarter, det armenske kvarter og det jødiske kvarter. Matthew Teller skriver, at denne firedeling har sin oprindelse i en britisk kortlægning af Jerusalem fra 1841, eller i det mindste pastor George Williams' efterfølgende mærkning af det.
Denne kartografiske opdeling fra det 19. århundrede i fire kvarterer repræsenterede den historiske udvikling af byen, der tidligere var blevet opdelt i mange flere harat (Arabisk: حارَة, transskription: Hārat, direkte oversat: "kvarterer", "nabolag", "distrikter" eller "områder"). De kristne og jødiske områder i byen var vokset betydeligt i løbet af de foregående århundreder.
På trods af navnene var der ikke noget styrende princip om etnisk adskillelse: 30 procent af husene i det muslimske kvarter var lejet ud til jøder, mens 70 procent af det armenske kvarter var udlejet til jøder.
Nedenfor er en tabel over de historisk registrerede kvarterer i byen, fra 1495 og frem til i dag:
|         | Lokale opdelinger                | Lokale opdelinger      | Lokale opdelinger   | Lokale opdelinger      | vestlige divisioner     | vestlige divisioner |
| Dato    | 1495                             | 1500-tallet            | 1800-tallet         | 1900                   | 1840'erne og frem       | 1840'erne og frem   |
| Kilde   | Mujir al-Din                     | Osmannisk folketælling | Traditionelt system | Osmannisk folketælling | Moderne kort            | Moderne kort        |
| ------- | -------------------------------- | ---------------------- | ------------------- | ---------------------- | ----------------------- | ------------------- |
| Kvarter | Ghuriyya (Turiyya)               |                        | Bab el-Asbat        |                        | Muslimsk kvarter (nord) | Nord-øst            |
| Kvarter | Bab Hutta                        | Bab Hutta              | Bab Hutta           | Bab Hutta              | Muslimsk kvarter (nord) | Nord-øst            |
| Kvarter | Masharqa                         |                        |                     |                        | Muslimsk kvarter (nord) | Nord-øst            |
| Kvarter | Bani Zayd                        | Bani Zayd              | Sa'diyya            | Sa'diyya               | Muslimsk kvarter (nord) | Nord Vest           |
| Kvarter | Bab el-'Amud                     | Bab el-'Amud           | Bab el-'Amud        | Bab el-'Amud           | Muslimsk kvarter (nord) | Nord Vest           |
| Kvarter | Bani Murra                       | Bab el-'Amud           | Bab el-'Amud        | Bab el-'Amud           | Muslimsk kvarter (nord) | Nord Vest           |
| Kvarter | Zara'na                          | Dara'na                | Haddadin            | Nasara                 | Kristne kvarter         | Nord                |
| Kvarter |                                  |                        | Khan ez-Zeyt        | Nasara                 | Kristne kvarter         | Øst                 |
| Kvarter | Nasara ("kristen")               |                        | Nasara              | Nasara                 | Kristne kvarter         | Midt og syd         |
| Kvarter | Nasara ("kristen")               | Mawarna                |                     | Nasara                 | Kristne kvarter         | Midt og syd         |
| Kvarter | Jawalda                          |                        | Jawalda             | Nasara                 | Kristne kvarter         | Vest                |
| Kvarter | Bani Harith                      | Bani Harith            | Jawa'na             | Sharaf                 | Armenske kvarter        | Vest                |
| Kvarter | Dawiyya                          | Bani Harith            | Jawa'na             | Sharaf                 | Armenske kvarter        | Nord                |
| Kvarter | Arman ("armensk")                | Sihyun                 | Arman               | Sharaf                 | Armenske kvarter        | Syd                 |
| Kvarter | Yahud ("jødisk")                 | Sihyun                 | Yahud               |                        |                         | Øst                 |
| Kvarter | Yahud ("jødisk")                 | Risha                  | Yahud               | Silsila                | Jødiske kvarter         | Syd                 |
| Kvarter | Yahud ("jødisk")                 | Maslakh                | Yahud               | Silsila                | Jødiske kvarter         | Syd                 |
| Kvarter | Saltin                           | Khawaldi               | Yahud               | Silsila                | Jødiske kvarter         | Syd                 |
| Kvarter | Sharaf                           | Sharaf (Alam)          | Yahud               | Silsila                | Jødiske kvarter         | Syd                 |
| Kvarter | 'Alam                            | Sharaf (Alam)          | Yahud               | Silsila                | Jødiske kvarter         | Nord                |
| Kvarter | Magharba ("marokkansk/maghrebi") | Magharba               | Magharba            | Silsila                | Jødiske kvarter         | Øst                 |
| Kvarter | Marzaban                         | Bab el-Qattanin        | Bab es-Silsila      | Wad                    | Muslimsk kvarter (syd)  | Syd                 |
| Kvarter | Marzaban                         | Bab el-Qattanin        | Qattanin            | Wad                    | Muslimsk kvarter (syd)  | Syd                 |
| Kvarter | Marzaban                         | Aqabet es-Sitta        | Wad                 | Wad                    | Muslimsk kvarter (syd)  | Syd                 |
| Kvarter | Marzaban                         | Aqabet es-Sitta        | 'Aqabet et-Takiya   | Wad                    | Muslimsk kvarter (syd)  | Syd                 |
| Kvarter | (Uden for bymuren)               |                        |                     | Nebi Daud              |                         | Zion-bjerget        |

## Porte
Bymurene har taget forskellige former alt efter periode og havde derfor også et varierende antal porte. Eksempelvis havde Jerusalems bymure fire porte – én på hver side – under perioden med korstog.
De nuværende mure blev bygget af Suleiman den Storslåede, som forsynede dem med seks porte; flere ældre porte, som var blevet muret op inden osmannernes ankomst, blev efterladt som de var. Hvad angik den tidligere forseglede Den Gyldne Port (engelsk: "Golden Gate"), åbnede Suleiman først denne port op og genopbyggede den, men murede den så efterfølgende til igen. Antallet af operationelle porte blev forøget til syv efter tilføjelsen af Den Nye Port (engelsk: "New Gate") i 1887. En mindre port, som populært kendes som Tanners' Port (engelsk: "Tanners' Gate"), blev åbnet for besøgende efter, at den blev opdaget og lukket op under udgravninger i 1990'erne. Der findes fire forseglede historiske porte, der er – i det mindste – delvist bevarede: Den Gyldne Port i den østlige bymur og Enkelt-, Tredobbelt- og Dobbeltporten i den sydlige bymur. Flere andre porte er opdaget af arkæologer, hvoraf kun spor er tilbage: Essenernes Port ved Zion-bjerget, porten til Herodes' kongelige palads syd for Davids tårn, og de vage rester af det, der blev identificeret, som Begravelsens Port (Bab al-Jana'iz) eller al-Buraq (Bab al-Buraq) syd for Den Gyldne Port.
Indtil 1887 blev hver port lukket før solnedgang og åbnet igen ved solopgang. Alle disse porte har været kendt under en række forskellige navne brugt i forskellige historiske perioder og af forskellige samfund.
| Den Gyldne Port.                         |
| Den Gyldne Port (engelsk: "Golden Gate") |

| Damascus-porten                            |
| Damascus-porten (engelsk: "Damascus Gate") |

| Herodes-porten                           |
| Herodes-porten (engelsk: "Herod's Gate") |

| Dung-porten                        |
| Dung-porten (engelsk: "Dung Gate") |

| Løvernes-port                         |
| Løvernes-port (engelsk: "Lions Gate") |

| Jaffa-porten                         |
| Jaffa-porten (engelsk: "Jaffa Gate") |

| Zion-porten                        |
| Zion-porten (engelsk: "Zion Gate") |

| Den Nye Port                       |
| Den Nye Port (engelsk: "New Gate") |

| Tanners' port                            |
| Tanners' port (engelsk: "Tanners' Gate") |